# 심리적 학대
심리적 학대(心理的虐待)는 가해자가 심리적 또는 정신적인 수단으로 한 명 이상의 사람에게 정신적인 폭력이나 가혹행위를 하는 학대의 유형이다. 정서 학대, 심리 학대라고도 한다. 집단 따돌림으로 심리적 학대의 피해자가 되는 경우도 있다. 물리적인 학대인 신체적 학대와 대비된다. 신체적 학대, 성적 학대와 함께, 능동적인 유형의 학대이다.

## 같이 보기
- 학대
- 폭력
- 아동 학대
- 노인 학대
- 동물 학대
- 장애인 학대